# Pažiť
Pažiť (in ungherese Pázsit) è un comune della Slovacchia facente parte del distretto di Partizánske, nella regione di Trenčín.